# Jindřich Jelínek, továrna na mýdlo v Králové Hradci
Jindřich Jelínek, továrna na mýdlo v Králové Hradci byla firma, zabývající se od roku 1867 produkcí mýdla, pracích prášků a svíček.

## Historie
Jindřich Jelínek přišel do Malšovic, protože se oženil s dcerou řídícího učitele v Pražském Předměstí Václava Ponce, který byl majitelem zejšího domu čp. 3. Právě vedle něj postavil obytné zděné stavení čp. 37 a dozadu velkou mydlářskou dílnu roku 1884. V roce 1890 kvůli zvětšení své mydlárny prodával pod cenou 1 zánovní příklopek (štorc) s kovaným kotlem, 1 železný litý kotel s okolkem na škvaření loje, 2 velké silné dřevěné kádě, 3 železné nádrže (reservoiry), 1 dubový špalek, 6 ks železných žlabů a lis na škvarky. Počátkem roku 1891 závod postrádal zručného mydlářského vařiče, a tak si zadal inzeráty i do celostátního tisku, např. do Národních listů (23. dubna 1891). V lednu 1892 zde byl zabit výbuchem mýdlových plynů vařič mýdla Jan Hlavatý, po němž zůstala vdova a 8letá dcera Aninka.
Firma vzkvétala a za svoji činnost získávala různá ocenění. Na hospodářské, průmyslové a národopisné výstavě v roce 1894 v Hradci Králové obdržel čestný diplom Národní jednoty severočeské a zlatou medaili výstavní s korunou. Ve stejném roce je Jindřich Jelínek zaznamenán jako majitel domu čp. 160 na Velkém náměstí. 6. června 1900 se majitel firmy zúčastnil protestní schůze českých mydlářů proti zřízení První české akciové továrny na výrobu mýdla a mydlářských surovin. Na ní podal zevrubný obraz neutěšeného stavu českých mydlářů v královéhradeckém kraji. V roce 1905 zřídil v domě čp. 15 v Hradci Králové filiální sklad vlastních výrobků i dalších prostředků k praní. 4. března 1907 bylo městskou radou schváleno ukončení pronájmu bývalé pevnostní lunety. 18. března 1907 městská rada povolila Jindřichovi Jelínkovi do odvolání uschování různého nářadí v lunetě, v níž bývala Lhotova továrna na harmonia. V pozdější době přešla obě stavení i s mydlárnou na syna Josefa, který své mydlářské zboží dílem rozvážel a dílem prodával ve vlastním domě v Hradci Králové proti biskupské rezidenci (otcovu živnost převzal v roce 1906). Ve 30. letech ho vystřídal syn Jaroslav.
Mezi známé výrobky této mydlárny patřily Jelínkovo levandulové mýdlo neutrální, antiseptické holičské mýdlo Juno, toaletní mýdlo Lady, úsporné mýdlo Pradlena, prací prášek s fialkovou vůní Saponit a Albín. Vyráběly se zde však i svíčky a kostelní svíce. Jako člen Spolku českých mydlářů měl právo vyrábět také Korunní mýdlo. Takových mydlářů bylo v Čechách celkem 24.